# 大川平兵衛
大川 平兵衛（おおかわ へいべえ、享和元年（1801年） - 明治4年9月11日（1871年10月24日））は、江戸時代末期（幕末）の剣術家。流派は神道無念流。武蔵国川越藩（後に上野国前橋藩）剣術師範。諱は英勝。

## 生涯

### 生い立ち
享和元年（1801年）、武蔵国埼玉郡上之村（現 埼玉県熊谷市上之）の農家・渡辺家の三男として生まれる。幼くして、旧成田家家臣にして上之村名主・小鮒新右衛門（忍城を眺望する門が現存）の養子となり、栄次郎と称す。
農民ながら幼少の頃から剣の道に励み、近隣の箱田村の神道無念流の達人・秋山要助の道場に入門する。昼は農耕、夜は道場で剣術に励み、20歳にして免許皆伝を受けた。文政5年（1822年）、入間郡横沼（現 坂戸市横沼）の名主・大川与左衛門の娘・糸子と結婚、婿養子となり大川姓に変わる。邸内や川越通町に道場を設ける。要助流の地味で重厚な剣術で信頼を得、仇討に助勢して仇を斬って成功させた。天保7年（1836年）1月、甲源一刀流第5世・逸見長英との試合に敗れたが、同年7月に甲源一刀流の大橋半之輔との試合に勝ち、名声を高めた。

### 川越藩仕官
弘化5年(1848年)2月、平兵衛は川越藩に一代限りの徒士として13石4人扶持で召し抱えられた。ただし、この仕官は平兵衛の剣術の腕が理由ではなかった。平兵衛自身も当初は川越藩に仕官するつもりはなかったが、川越藩の剣術を実用的な内容に変革する目的で仕官したという。
仕官に伴い、藩士への神道無念流剣術の指導も認められたが、神道無念流の扱いは藩から制度的・経済的な支援がない「内稽古」にとどまった。これは、松平家藩政期の川越藩では武術流派が身分制度と連動しており、上・中級藩士が入門する「表稽古」と呼ばれる公式に認められた武術流派と、下級藩士・足軽が入門する「内稽古」と呼ばれる非公式な武術流派とに分かれていた。そのため、同じ武術を複数の流派を学ぶことや他流試合も禁じられており、藩内では平兵衛の神道無念流のみ竹刀と防具を用いる打込稽古を行っていた。
平兵衛は仕官後、下級藩士・足軽に神道無念流を指導し、嘉永2年（1849年）閏4月には道場も設け門人も増えていった。同月に平兵衛は、費用は自弁で藩外へ定期的に剣術修行に出ることの許可を申し出、許可された。藩士が藩外に定期的に剣術修行に出ることは川越藩では初めてのことであった。藩は平兵衛に農民や町人との試合は禁じていたが、平兵衛はこれを守らず、村落の道場でも試合をしている。また、藩外からの剣術修行者を受け入れて他流試合を門人らにも行わせていたが、川越藩の受け入れ手続きが時間がかかるため、手続きの簡略化を求めたが、これは却下された。藩外からの受け入れ手続きの簡略化が実現するのは、文久2年（1862年）12月になってからであった。
安政2年（1855年）8月、平兵衛は川越藩を辞めることを申し出たが、藩は平兵衛を一代限りから代々仕える「御譜代」に待遇を変えて引き留めた。

### 藩の剣術改革
政情の不安定化から軍備強化が要請される状況を受け、文久2年（1862年）11月、川越藩では大規模な軍制改革が行われ、これの一環として藩主・松平直克より、それまで禁じられていた他流試合の実施が通達された。そのため、すでに実際の試合を行っていた神道無念流が重要視されるようになった。また、平兵衛は徒士から大役人に昇格し、正式に神道無念流師範に任じられ、下級藩士で新たに剣術を学ぶ者は神道無念流を学ぶことが義務づけられた。これにより神道無念流は公式流派化した。ところが、百姓出身者が藩の指南役に任じられたことや修行する流派を指定されたことが藩士の反発を呼び、平兵衛に対する中傷を含む軍制改革反対を藩主家の本家にあたる福井藩に訴える者や、平兵衛の隠居強制を画策する者、集団での闇討ちを計画する者などが現れた。これに対し、平兵衛は私闘や私怨を避けた静かな振舞を続けたという。しかし、それまで他流試合を禁じてきた「表稽古」各流派師範の反発により、全流派に他流試合実施を強制せず、他流試合を希望する藩士は他流試合を行う流派の稽古にも出て行う、という妥協案を藩は提示することになり、川越藩の剣術改革は一旦挫折した。
それでも徐々に改革の気運は高まり、元治年間（1864年 - 1865年）から上・中級藩士の神道無念流入門が増えてゆき、本来は下級藩士・足軽が学ぶ流派だったにもかかわらず、稽古人数の増加のため下級藩士・足軽に稽古をつけられない状況にまでなった。藩側も改革を進めるため元治元年（1864年）7月、所属する流派に関係なく打ち混じって稽古し、神道無念流も教授する「寄合剣術」を開始した。これにより、流派を変えることなく神道無念流の技術を学べるようになった。また「表稽古」流派からも、江戸の長沼道場（直心影流）へ留学して竹刀打込稽古を学ぶ者が現れた。
慶応元年（1865年）6月、平兵衛は川越藩の飛び地の上総国望陀郡に常駐している藩士への剣術指導のため、定期的に高弟を派遣することを申し出、藩はこれを許可した。この中で平兵衛は、常駐している藩士の神道無念流剣術の技術を向上させることが同地の防衛体制強化につながると主張しており、それまで平兵衛が提出してきた意見書と異なり、藩の軍事政策に対する意見を含んだものであった。
慶応3年（1867年）に松平直克は川越藩の飛び地だった上野国の前橋城に還城する（以後は前橋藩と呼ばれる）が、これに先立ち、慶応元年（1865年）10月に前橋に完成した練武所は、「表稽古」流派中で剣術改革に理解のある有志により運営され、寄合剣術と同様に神道無念流を中心に他流試合を行なった。慶応年間には、寄合剣術参加者数名が上州赤堀村の本間道場（本間念流）へ他流試合へ行くことも実現し、「表稽古」流派も他流試合を行うようになり、剣術改革はほぼ達成された。また同時期に、藩は平兵衛の高弟らの身分を昇格させ、慶応4年（1868年）に平兵衛は練武所教授方となった。
明治2年（1869年）4月、前橋藩は藩内の剣術流派を統合して、試合稽古中心の「新流」という流派にし、従来の剣術流派師範は全員解任された。同日に平兵衛も練武所教授方を解任されているので、同時に神道無念流師範も解任されたと思われる。同日、「表稽古」流派で他流試合に積極的だった者や平兵衛の弟子が練武所の師範に任じられている。

### 晩年
その後、平兵衛は郷里の入間郡横沼に戻り、師範として門弟3千といわれた道場を構えた。そこから尾高惇忠や渋沢栄一など多くの志士を輩出した。
同地で明治4年（1871年）9月11日、死去した。墓は同地（現・埼玉県坂戸市）の大川家墓所にある。
また廃藩後、平兵衛の高弟たちは前橋に「養気館」という道場を開いた。

## 親族
「日本の製紙王」と呼ばれた実業家・大川平三郎は平兵衛の孫にあたる。平三郎の母は尾高惇忠の妹、妻は渋沢栄一の娘である。埼玉県坂戸市の大川平兵衛の道場跡地には、松平春嶽の題字、日下部鳴鶴書の碑があり、坂戸市の記念公園になっている。ここはまた大川平三郎記念公園にもなっている。平三郎の孫に競馬評論家の大川慶次郎がいる。